# فيلا بيزوه
فيلا بيزوه (بالفرنسية: Villa Baizeau) هو بيت يقع في قرطاج، تونس. قام بتصميمه المعمار السويسري الفرنسي لو كوربوزييه عام 1928.

## التصميم
يمثّل هذا البيت، واحدًا من 4 أنماط اقترحها لو كوربوزييه لتصميم المسكن المستقل الحديث،  حيث يسمح هذا النمط بتشكيل حر للفراغات والغرف (مسقط حر) ضمن إطار هيكلي إنشائي منتظم مستوحى من أنموذج الدومينو. ويسمح هذا النمط أيضًا، بتوفير مساحات مظللة حول أطراف المبنى تكون مفيدة جدًا في المناطق الجغرافية ذات المناخ الحار.